# Sponheim-Sayn
Sponheim-Sayn era una contea medievale della Renania-Palatinato e della Renania Settentrionale-Vestfalia, in Germania.  Nacque come partizione dello Sponheim-Eberstein nel 1261 e comprendeva le terre della precedente contea di Sayn.  Nel 1283 fu divisa in Sayn e Sayn-Homburg.

## Conti di Sponheim-Sayn (1261 - 1283)
- Goffredo I (1261 - 1283)